# BLEACH THE BEST INSTRUMENTAL/JAM SET GROOVE
『BLEACH THE BEST INSTRUMENTAL/JAM SET GROOVE』（ブリーチ・ザ・ベスト・インストゥルメンタル ジャム・セット・グルーヴ）は、テレビアニメ『BLEACH』の主題歌を収録したコンピレーション・アルバム『BLEACH THE BEST』から8曲をジャズ調にアレンジした、トリビュート・アルバムである。2007年12月19日にHacla Label（アニプレックス）から発売された。
全編インストゥルメンタルで構成されており、プロデュースおよび編曲は鈴木俊介、演奏はJAM-SET GROOVEが担当した。初回特典としてクリアケースが付属した。

## 評価
CDJournal WEBでは「アニメのファンでない人も楽しめる仕上がりだ」と評されている。

## 収録曲
| 全編曲: 鈴木俊介。 |                             |           |                               |                |      |
| #                  | タイトル                    | 作詞      | 作曲                          | 演奏           | 時間 |
| 1.                 | 「HANABI」                  |           | 水野良樹                      | JAM-SET GROOVE | 5:02 |
| 2.                 | 「*〜アスタリスク〜」       |           | ORANGE RANGE                  | JAM-SET GROOVE | 4:47 |
| 3.                 | 「Life is Like a Boat」     |           | Rie fu                        | JAM-SET GROOVE | 2:05 |
| 4.                 | 「TONIGHT,TONIGHT,TONIGHT」 |           | BEAT CRUSADERS                | JAM-SET GROOVE | 4:40 |
| 5.                 | 「ほうき星」                |           | 田中直                        | JAM-SET GROOVE | 4:47 |
| 6.                 | 「happypeople」             |           | Skoop On Somebody             | JAM-SET GROOVE | 4:49 |
| 7.                 | 「一輪の花」                |           | HIGH and MIGHTY COLOR         | JAM-SET GROOVE | 5:34 |
| 8.                 | 「サンキュー!!」            |           | KURO MICRO DJ U-ICHI 渡辺貴浩 | JAM-SET GROOVE | 5:06 |
| 合計時間:          | 合計時間:                   | 合計時間: | 合計時間:                     | 37:06          |      |